# Chen Xiaoli
Chen Xiaoli (陈晓丽S, Chén XiǎolìP; Fuxin, 20 febbraio 1982) è un'ex cestista cinese.

## Carriera
Con la Cina ha preso parte ai Giochi della XXIX Olimpiade e della XXX Olimpiade.